# Porozumienia jastrzębskie

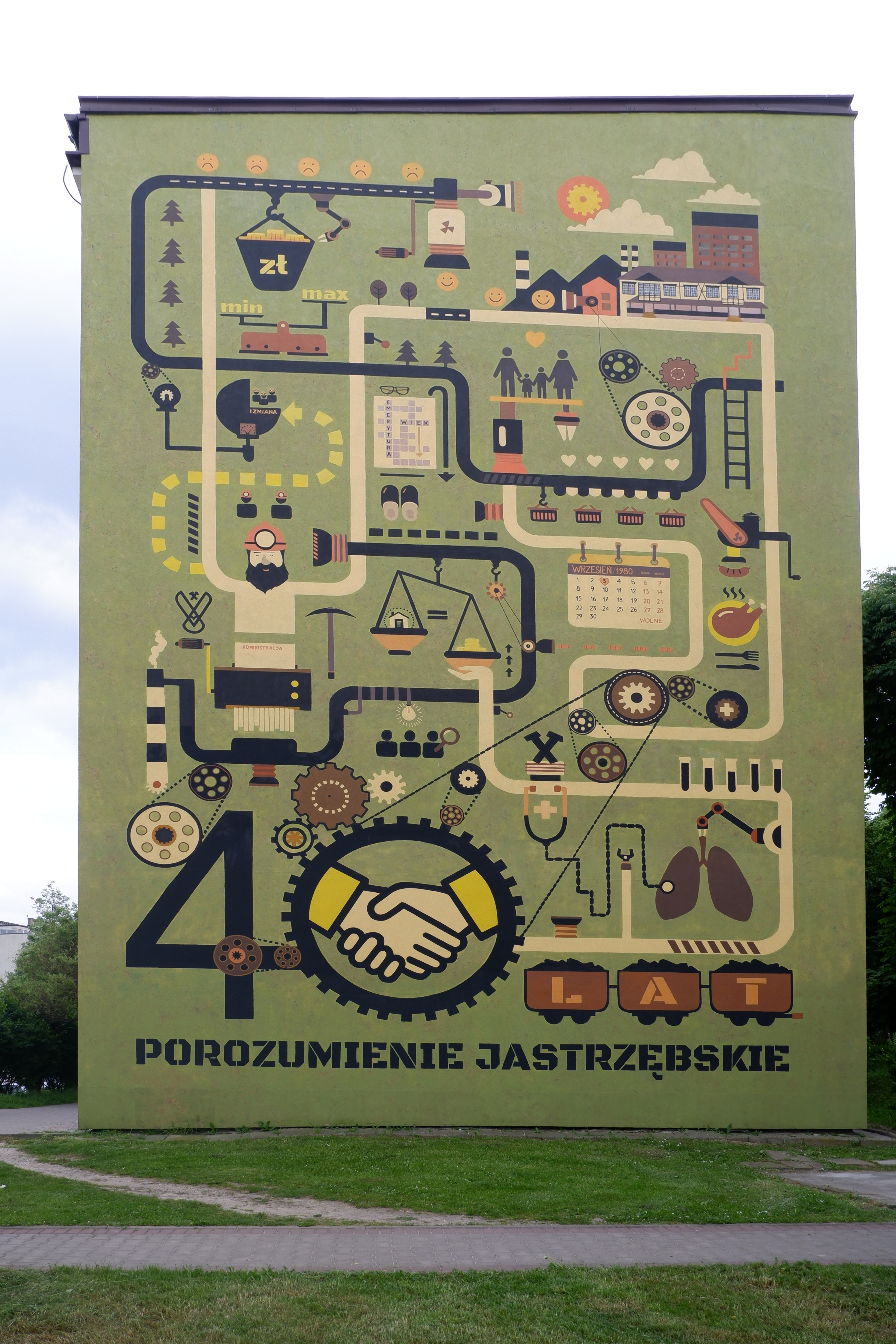
Mural upamiętniający 40-lecie podpisania porozumienia jastrzębskiego na bloku mieszkalnym przy ulicy Śląskiej w Jastrzębiu-Zdroju

Porozumienie jastrzębskie – porozumienie podpisane 3 września 1980 w Jastrzębiu-Zdroju przy Kopalni Węgla Kamiennego "Manifest Lipcowy" (obecnie: "Zofiówka"), przez Komisję Rządową (przewodniczący Aleksander Kopeć) i Prezydium Międzyzakładowego Komitetu Strajkowego (przewodniczący Jarosław Sienkiewicz). Jest zaliczane do Porozumień sierpniowych. Porozumienie podpisane zostało przez 56 zakładów pracy tworzących Międzyzakładowy Komitet Strajkowy przy KWK "Manifest Lipcowy".

## Zaakceptowane postulaty
Do 21 postulatów wysuniętych przez załogi zakładów strajkujących na Wybrzeżu Międzyzakładowy Komitet Strajkowy w KWK "Manifest Lipcowy" dołączył własne dotyczące spraw płacowych, socjalno-bytowych oraz zarządzania i organizacji pracy. Z tych zaakceptowanych przez rząd PRL i zapisanych w protokole wymienić można m.in.:
- podnoszenie wysokości zarobków w ścisłej relacji ze wzrostem kosztów utrzymania,
- wprowadzenie wolnych sobót i niedziel,
- wprowadzenie pułapu minimalnej i maksymalnej płacy,
- obniżenie wieku emerytalnego dla pracowników dołowych (przedłożone Sejmowi PRL),
- zniesienie czterobrygadowego systemu pracy w niektórych kopalniach, w innych ustalenie systemu według uznania załóg,
- przyznanie dodatków pieniężnych za rozłąkę dla pracowników mieszkających w hotelach robotniczych lub kwaterach prywatnych z dala od rodzin,
- zaliczenie pylicy płuc do chorób zawodowych,
- poprawę zaopatrzenia sklepów w przetwory mięsne i zaniechanie sprzedaży tych wyrobów w miejscach innych niż sklepy ogólnej sieci handlowej,
- przyznanie deputatu węglowego wszystkim pracownikom zatrudnionym w górnictwie,
- ograniczenie administracji,
- wprowadzenie racjonalnej gospodarki węglem kamiennym,

oraz powołanie przez Prezesa Rady Ministrów Komisji Mieszanej składającą się z przedstawicieli rządu, władz wojewódzkich i przedstawicieli Międzyzakłodowego Komitetu Strajkowego mającej za zadanie nadzorować realizację postanowień oraz dopilnowanie by wobec osób biorących udział w strajku oraz ich rodzin nie były stosowane jakiekolwiek szykany.
Główną zasługą porozumień jastrzębskich było wywalczenie przez MKS wolnych sobót dla ogółu polskich pracowników.